# Enric Canturri i Ramonet
Enric Canturri i Ramonet (La Seu d'Urgell, 8 d'abril de 1897 - Mèxic DF, 16 de desembre de 1971) va ser un polític català, alcalde de la Seu i diputat al Parlament de Catalunya.

## Època republicana
El 1930, després de la dimissió de Miguel Primo de Rivera, Canturri va ser un dels creadors del Centre Republicà de la Seu d'Urgell, entitat local on s'aplegaven les diverses tendències del republicanisme. A les eleccions municipals del 12 d'abril de 1931 formà part la candidatura republicana, que resultà guanyadora. El 14 d'abril proclamà la República Catalana a la Seu d'Urgell, seguint l'exemple de Francesc Macià a Barcelona, i tot seguit passà a ser-ne el batlle.
Canturri s'afilià a Esquerra Republicana de Catalunya, per la qual cosa dins del consistori estigué en minoria ja, dins de la seva candidatura, només dos regidors eren d'ERC mentre que els altres sis eren d'Acció Catalana; tot i així, conservà l'alcaldia de la Seu d'Urgell fins al 1933 quan els diputats d'Acció en forçaren el cessament al·legant incompatibilitat entre el càrrec d'Alcalde de la Seu i el de diputat al Parlament de Catalunya, que tenia des de novembre de 1932. A partir d'aleshores, Canturri continuà a l'Ajuntament però com a regidor.
El 6 d'octubre de 1934, Canturri, seguint la iniciativa presa pel president Companys a Barcelona, va proclamar a l'Ajuntament de la Seu d'Urgell l'Estat Català dins la República Federal Espanyola. Fracassat el moviment, passà a Andorra i a Perpinyà, i residí després a diversos punts de França i Bèlgica; així, va viure a l'exili fins que el triomf electoral del Front d'Esquerres, el febrer de 1936, permeté el seu retorn.

## Rebel·lió feixista
Nomenat delegat del Govern de la Generalitat, es traslladà a la Seu d'Urgell i va destituir-hi el cap de la guarnició militar, que havia intentat alçar-se, passà el comandament a un oficial lleial a la República i organitzà el trasllat de les tropes al Front d'Aragó. Poc després, passà a formar part del comitè revolucionari de la Seu d'Urgell, la qual cosa li permeté protegir el patrimoni artístic i religiós, així com organitzar la fugida a Andorra de clergues i de persones d'ideologia dretana.
Foren freqüents les topades de Canturri amb els elements revolucionaris anarquistes. Finalment es desplaçà a Barcelona on, el setembre de 1936, s'allistà com a comissari polític a la Columna Macià-Companys (després 30a Divisió), amb la qual feu bona part de la guerra. El 1938, després de la caiguda de Lleida, abandonà l'exèrcit i es traslladà a Barcelona.

## Exili
El febrer de 1939, acompanyat de la seva família i després d'una breu estada a Montlluís, s'instal·laren a Montpeller; tanmateix, el 1942, arran de la pressió a què els sotmetia el Govern de Vichy, la mare de Canturri se'n tornà a Catalunya mentre que ell es traslladà a Casablanca, on s'embarcà cap a Mèxic. A la Seu d'Urgell, el patrimoni familiar dels Canturri fou embargat per les autoritats franquistes.
El 1954, Canturri va ser un dels diputats catalans reunits a Mèxic que elegiren Tarradellas nou president de la Generalitat de Catalunya.
Enric Canturri residí a Mèxic, on contragué matrimoni, fins a la seva mort el 1971. Des de la seva marxa a l'exili no tornà a la Seu d'Urgell, però viatjà alguna vegada a Andorra per retrobar-se amb familiars i amics.
El 1987 es publicaren les seves Memòries, amb el nom de Memòries (república, guerra i exili) (ed. L'Avenç).